# نجات‌غریق

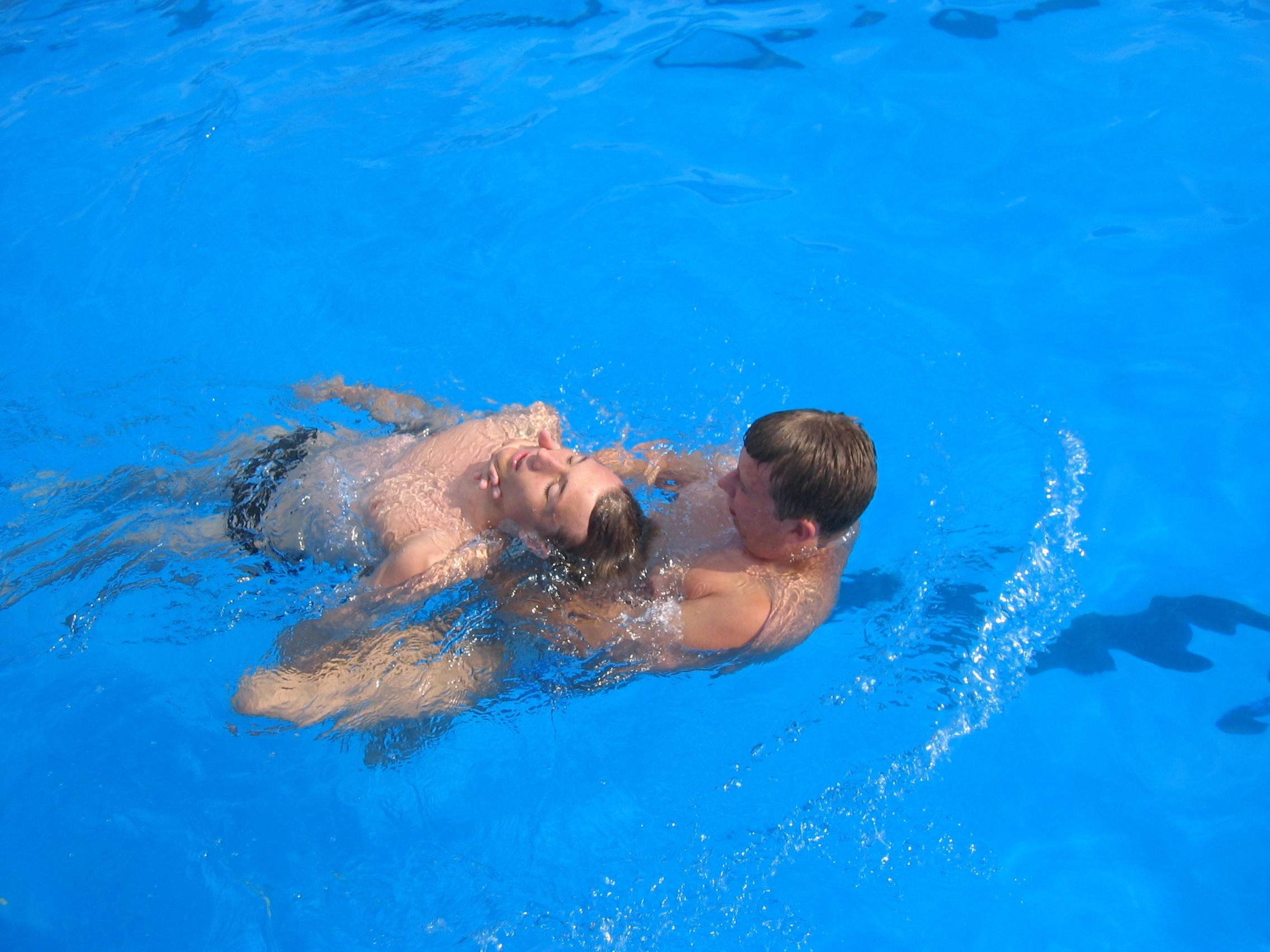
یک نجات‌غریق در حال نجات فردی در آب. نحوهٔ کار به این شکل است که با یک دست، دست غریق را خم کرده و در پشت او نگه می‌داریم و با دست دیگر زیر چانه را می‌گیریم تا سر وی بیرون از آب بماند.

نجات‌غریق به فردی گفته می‌شود که در شنا کردن دارای مهارت کامل است و برای حفظ و نگهبانی از جان شناگران آموزش‌های تخصصی را دیده‌است.
انواع نجات غریق:
- نجات غریق در دریا
- نجات غریق در استخر
- نجات غریق در رودخانه
- نجات غریق در سیلاب
- نجات غریق در مرداب

وظایف کلیدی یک نجات‌غریق روی کناره دریا به شرح زیر است (معمولاً مثل بخشی از یک تیم اما درجاهایی، ممکن است نجات‌غریقها خودشان به تنهایی لازم باشد کار کنند):
- تداوم درمشاهده پیوسته و متمرکز برای برآورد خطرات احتمالی و تشخیص دادن سریع واقدام کردن درست در حوادث اضطراری.
- استفاده از تجهیزات دیگر را رسیدگی کند که چه وقت وظیفه استفاده آن را دارد (از قبیل وسایل کمکی سبک).
- غریق را به بیرون حمل کرده و دیگر اقدامات اولیه ضروری که لازم است را انجام دهد.
- در صورت وقوع صدمه کمک اولیه فوری را انجام دهد و در مورد جراحت از ضدعفونی کننده‌ها استفاده کند.
- از دیگران در انجام وظایف بالا کمک بطلبد.

نجات‌غریقها باید به احیای قلبی ریوی در حد کمک‌های اولیه مسلط باشند.
نجات‌غریقها ممکن است وظایف دیگری هم داشته باشند ازقبیل: اجرای قوانین یا تمیز کردن (در صورت خوب ندیدن منطقه مربوط) و تذکر دادن نکات مطلع‌کننده اساسی.

### انواع غریق
*۱- غریق فعال (هوشیار)
*۲-غریق غیرفعال (بیهوش)

## انواع شناهای مورد نیاز نجات غریق
1. کرال سینه
2. قورباغه
3. شنای پهلو
4. پشت مقدماتی
5. شنای دوچرخه

## فنون مورد نیاز نجات غریق
1. حمل غریق
2. فنون نزدیک شدن به غریق فعال
3. فنون رهایی از غریق
4. ارزیابی غریق
5. احیای قلبی ریوی
6. عملیات هایملیخ